# Urenco
Urenco est une entreprise anglo-germano-néerlandaise, dont le siège se trouve à Sefton Park, Bells Hill, Stoke Poges, dans le comté de Buckinghamshire, dont les activités sont liées à l'enrichissement de l'uranium selon le procédé de centrifugation. 
Areva a racheté des brevets à Urenco en ce qui concerne le processus d’enrichissement. 
La firme Urenco exploite trois usines d'enrichissement de l'uranium en Europe : Capenhurst, Almelo et Gronau. Elle opère sous différentes représentations aux États-Unis et en Allemagne.
Urenco est le deuxième groupe mondial d'enrichissement de l'uranium, derrière le russe Rosatom (Tenex), et loin devant l'américain Usec, le français Orano (ex-Areva) et le chinois CNNC.

## Installations

### NEF (National Enrichment Facility)
L'usine d’enrichissement Urenco USA (autrefois appelée National Enrichment Facility (en)) est située à proximité d'Eunice (Nouveau-Mexique) aux États-Unis. L’installation possède une capacité de 3 700 tonnes d’unités de travail de séparation par an (UTS/a).

### Capenhurst
L'usine d'enrichissement d'uranium de Capenhurst est située en Angleterre.

### Almelo
L'usine d'enrichissement d'uranium d'Almelo est localisée aux Pays-Bas.

### Gronau
L'usine d'enrichissement de l'uranium de Gronau est située au nord-ouest de l'Allemagne près de la frontière avec les Pays-Bas. Elle est approvisionnée en matière première par des trains d'hexafluorure d'uranium (UF6) en provenance de l'Usine Comurhex de Pierrelatte (Drôme).
L'usine de Gronau est en cours d'agrandissement depuis des années, elle a reçu en 2005 les autorisations nécessaires pour agrandir ses installations de deux fois et demi la capacité de production actuelle. 
Les transports d’UF6 de Gronau à destination de la Russie et de la France ont, ces dernières années, été sous le feu d’une critique toujours plus grande et sont au centre d’activités de militantisme à dimension internationale.[réf. nécessaire]

## Propriétaires de l'entreprise
E.ON et RWE, détiennent un tiers du capital d'Urenco, les Pays-Bas et le Royaume-Uni se partageant le solde de la société constituée il y a plus de 40 ans.

## Développements économiques
Les propriétaires de l'entreprise recherchent des acquéreurs potentiels, en vue d'une cession qui pourrait être valorisée à 12 milliards d'euros.
Parmi les candidats intéressés figurent le groupe nucléaire français Areva conseillé par la banque d'investissement Nomura Holdings, le producteur d'uranium canadien Cameco, conseillé par Goldman Sachs. Le fonds de pension Canada Pension Plan et les sociétés de capital-investissement : Apax Partners, Carlyle group, Kohlberg Kravis Roberts & Co., Blackstone et TPG Capital sont également intéressés.